# Daisy Holiday
Daisy Holiday!（デイジー・ホリデー！）は、interfmで毎週日曜日の25:00 - 25:30に放送をしているラジオ番組である。メインナビゲーターはミュージシャンの細野晴臣。1998年4月から2002年3月にかけて、J-WAVEで放送されていた番組『Daisy World』（デイジー・ワールド）終了に伴い、2002年4月よりInterFMで『Daisy Holiday βバージョン』が放送スタート。その後、5月より本放送を開始した（スタート当初は、毎週土曜日25:30 - 26:00）。

## 概要
ミュージシャンの細野晴臣が持つ唯一のレギュラー・プログラム。収録は細野のプライベートスタジオ「クワイエット・ロッジ」で行われている。
現在の番組は、基本的に細野とその回のアシスタント（岡田崇・コシミハル）が計2 - 3人（時折細野1人だけ、または細野と外部ゲストだけのこともある）で進行し、各人が持ち寄った音源をオンエアしながら曲の合間にちょっとしたトークを展開する形式である。このため音楽がメインとなり、結果として30分番組でありながら6 - 8曲をオンエアしている。オンエアされる曲は、細野が音源を所有する30年代 - 50年代のカントリー・ミュージックがメイン。アシスタントが岡田崇の場合は、CD化されていない貴重なSPレコード音源などがオンエアされる。細野自身の新譜や、細野のレーベル「Daisy World」から発売される新譜の音源はいち早くオンエアされることが多い。各回に細野なりのテーマがあり、トークはそれに沿ったものとなっている。

以前は細野とその回のアシスタントが2人で番組を進行。コシミハルは現在と違い番組の後半にほぼ毎週出演、細野とのフリートークを展開しそのままエンディングを迎えるパターンが多かった。トークの内容は音楽の話をメインに細野の近況から世間のニュースまでと幅広い。ゲストが出演する場合は、基本的に細野とゲストだけで番組を進行していた。
当番組における「アシスタント」とは、実態はレギュラーゲストに近いものである。番組公式ページでは「レギュラーゲスト」と呼称している。
コーナーなどは特に設けられていないが、不定期で特別企画を行うことがある。2007年3月12日の放送では、「闇夜の聴き比べ大会」なる企画がオンエアされた。これは細野が発見した“偶然似ちゃったと思われる曲”を聞き比べるもので、YMOとスティーリー・ダンの似ている楽曲をかけた。この企画はこの回限りで、続編は予定されていない。2008年8月11日と8月18日の放送では、「最近流行っている音楽は全然知らないボクたち」と題し、2週に渡ってNe-Yo、Beck、SEAMO、Perfumeなどの曲をオンエアした。最近は細野やアシスタント2人が新たに入手した音源を特集的に1 - 2週にわたって披露することがある。
本番組は現在ではInterFM897の一週間の最終番組であり、放送終了後はクロージングに移行する（特別編成時を除く）。

## パーソナリティ

### ナビゲーター
- 細野晴臣

### アシスタント
- コシミハル
- 岡田崇
- 東榮一

ほか